# Carpodectes hopkei
El cotinga blanco o cotinga blanca (en Colombia, Ecuador y Panamá) (Carpodectes hopkei), también denominado cotinga de puntas negras, es una especie de ave paseriforme de la familia Cotingidae, una de las tres pertenecientes al género Carpodectes. Es nativo del sureste de América Central y noroeste de América del Sur.

## Distribución y hábitat
Se distribuye desde el sureste de Panamá (Darién), por las tierras bajas del Pacífico del oeste de Colombia y noroeste de Ecuador (al sur hasta Pichincha).
Esta especie es considerada localmente no poco común en su hábitat natural: el dosel y los bordes de selvas húmedas, principalmente por debajo de los 900 m de altitud.

## Sistemática

### Descripción original
La especie C. hopkei fue descrita por primera vez por el ornitólogo alemán Hans von Berlepsch en 1897 bajo el mismo nombre científico; su localidad tipo es: «San José, Río Dagua, Colombia».

### Etimología
El nombre genérico masculino «Carpodectes» se compone de las palabras  del griego «karpos» que significa ‘fruta’, y «dēktēs» que significa  ‘picador’; y el nombre de la especie «hopkei», conmemora al recolector alemán Gustav Hopke.

### Taxonomía
Los datos genéticos indican que esta especie es hermana del par formado por  Carpodectes nitidus y C. antoniae; las tres ya fueron consideradas conespecíficas. Es monotípica.